# Melilotus macrocarpus
Melilotus macrocarpus är en ärtväxtart som beskrevs av Ernest Saint-Charles Cosson och Michel Charles Durieu de Maisonneuve. Melilotus macrocarpus ingår i släktet sötväpplingar, och familjen ärtväxter. Inga underarter finns listade i Catalogue of Life.